# اتحاد الأدباء والكتاب اليمنيين
اتحاد الأدباء والكتاب اليمنيين هو اتحاد ثقافي يضم معظم أدباء اليمن، تأسس في 13 مايو 1971، وفي 18 سبتمبر 1972 افتتح أول مقر له في عدن. وضم أدباء يمنيون من مختلف المناطق رغم حالة التشطير التي كانت تعيشها اليمن آنذاك.

## أزمة 1994
بعد قيام حرب صيف 1994، عانى الاتحاد من استقالات أعضاء ينتمون إلى محافظات جنوبية، وتأسيس اتحاد أدباء الجنوب.

## الأمانة العامة
في العام 2010 تم انتخاب أمانة عامة للاتحاد تتكون من:
- مبارك سالمين
- هدى أبلان
- عبدالكريم قاسم سعيد
- صالح البيضاني
- محمد الغربي عمران
- مسعود عمشوش
- علوان مهدي الجيلاني
- شوقي شفيق
- جنيد محمد جنيد
- محمد ناصر العولقي